# Trình Phổ
Trình Phổ (chữ Hán: 程普; 151-221) là công thần khai quốc nước Đông Ngô thời Tam Quốc trong lịch sử Trung Quốc.

## Theo Tôn Kiên
Trình Phổ có tên tự là Đức Mưu (德謀), người ở huyện Thổ Ngân, quận Hữu Bắc Bình.
Trình Phổ từ khi trẻ tuổi đã là người có tướng mạo hơn người, tính tình ôn hòa, có tài năng, được giữ chức sử quan trong châu quận. Ông tỏ ra là người có mưu trí và giỏi ứng biến.
Trình Phổ theo Tôn Kiên đánh dẹp các nơi. Ông tham gia các trận đánh với quân Khăn Vàng ở Uyển Thành và huyện Đặng năm 185, sau đó dự chiến dịch đánh Đổng Trác năm 190. Do chinh chiến nhiều trận, xông pha hăng hái, Trình Phổ bị nhiều vết thương, trên người gần như chỗ nào cũng có sẹo.

## Giúp Tôn Sách
Tôn Kiên mất (191), Trình Phổ theo giúp con Tôn Kiên là Tôn Sách. Ông tham gia đánh chiếm quận Lư Giang, bình định Giang Đông với các trận Hoành Giang, Dương Lợi rồi tiến xuống Mạt Lăng, Hồ Thục, Cư Dung, Khúc A. Trình Phổ luôn có chiến công, được quản lý 2000 quân với 50 con ngựa.
Khi Tôn Sách tiến đánh Ô Trình, Thạch Mộc, Ba Môn, Lăng Chuyển, Dư Hàng, ông luôn là một trong các tướng lập nhiều chiến công nhất, danh tiếng khắp nơi.
Tôn Sách đánh chiếm Cối Kê, phong cho Trình Phổ làm Hiệu úy Ngô quận, đóng doanh trại ở Tiền Đường. Sau đó ông lại giúp Tôn Sách đánh chiếm Tuyên Thành, Kinh Huyện, An Ngô, Lăng Dương, Xuân Cốc, tới đâu thắng đó.
Tôn Sách đi đánh Tổ Lãng, bị Tổ Lãng bao vây. Trong tình thế nguy cấp, Trình Phổ cùng một kỵ binh liều chết chiến đấu và che chắn cho Tôn Sách, vượt qua nhiều lớp quân địch thoát ra. Ông được Tôn Sách phong làm Đãng khấu trung lang, kiêm chức Thái thú Linh Lăng.
Sau đó Trình Phổ lại theo Tôn Sách đánh Lưu Huân ở Tầm Dương, đến Sa Khương đánh thái thú Giang Hạ của Lưu Biểu là Hoàng Tổ, rồi lui về giữ Thạch Thành.

## Giúp Tôn Quyền
Năm 200, Tôn Sách qua đời. Trình Phổ cùng Trương Chiêu phò tá em Sách là Tôn Quyền. Lúc đó vùng Giang Đông mới về tay họ Tôn, nhiều nơi chưa phục. Trình Phổ phải bôn ba nhiều nơi để bình định những nơi gây loạn, ổn định lòng người.
Trình Phổ tham gia chiến dịch đánh Hoàng Tổ ở Giang Hạ. Khi thu quân về Dự Chương, ông tiến đánh Lạc An, rồi thay Thái Sử Từ trấn giữ Hải Môn.
Năm 208, Tào Tháo mang quân đánh chiếm Kinh châu rồi tiến sang Giang Đông. Trình Phổ lĩnh chức Hữu đô đốc, cùng Chu Du lĩnh 3 vạn quân ra kháng cự, đại phá quân Tào ở trận Xích Bích.
Sau trận Xích Bích, ông cùng Chu Du tiến công Nam quận, đuổi Tào Nhân. Sau trận này ông được phong làm Tỳ tướng quân kiêm Thái thú Giang Hạ, đóng quân tại Sa Khương, có thực ấp 4 huyện.
Năm 210, Chu Du mất. Trình Phổ thay Chu Du lĩnh chức Thái thú Nam quận. Không lâu sau, Tôn Quyền đổi một phần Nam quận lấy 
một phần Giang Hạ của Lưu Bị, Trình Phổ trở về giữ chức Thái thú Giang Hạ, được thăng làm Đãng khấu tướng quân, chết không lâu sau đó.

## Trong Tam Quốc Diễn Nghĩa
Trong tiểu thuyết của La Quán Trung, Trình Phổ xuất hiện từ hồi 5 đến hồi 56, binh khí thường dùng là xà mâu sắt, ông được mô tả giống với sử sách.
Hồi 44, Chu Du được phong làm đại đô đốc chống Tào, Trình Phổ làm phó đô đốc, điều này khiến ông không vui. Vì ông nghĩ bản thân lớn tuổi hơn Chu Du mà chức vụ thì lại thấp hơn, bèn cáo bệnh không tới dự buổi duyệt binh, chỉ cử con trai là Trình Tư đi thay. Chu Du thì không để bụng việc này, vẫn điều binh khiển tướng, phân công nhiệm vụ rõ ràng đâu ra đấy. Trình Tư về kể cho cha biết tài năng của Chu Du, ông nghe xong liền than: "ta cứ nghĩ Chu Du còn trẻ, nho nhã nhu nhược, không đáng làm tướng. Ngờ đâu y tài ba như thế. Ta há chẳng phục sao". Lập tức ông tới trại Chu Du tạ tội, Du không những không bắt tội mà còn khiêm tốn tạ lại: "tại hạ còn trẻ, nếu việc quân có gì sai sót mong các lão tướng chỉ dạy thêm".